# Hosszúszárnyú gömbölyűfejű-delfin
A hosszúszárnyú gömbölyűfejű-delfin (Globicephala melas) az emlősök (Mammalia) osztályának párosujjú patások (Artiodactyla) rendjébe, ezen belül a delfinfélék (Delphinidae) családjába tartozó faj.

## Előfordulása
Az északi alfaj Kanada és Skandinávia között fekvő tengerekben él, egészen a Földközi-tengerig, a déli alfaj a déli óceánok hűvösebb vizeinek lakója

## Alfajai
- északi hosszúszárnyú gömbölyűfejű-delfin (Globicephala melas edwardii) (A. Smith, 1834)
- déli hosszúszárnyú gömbölyűfejű-delfin (Globicephala melas melas) (Traill, 1809)
- Az IUCN megemlít egy harmadik, megnevezetlen alfajt is. A forrás szerint ez az alfaj Japán vizeiben élt, de i. sz. a 8. század – 12. század között kihalt.

## Megjelenése
A hím testhossza legfeljebb 5-8 méter, a nőstényé 4-6 méter. A hím testtömege 3500 kilogramm, a nőstényé 1800 kilogramm. A cet fénylő, fekete bőrén egyetlen fehér csík húzódik hosszában a hasán. A rövid, sarló alakú hátúszó a tövénél kiszélesedik. A cet visszhangos bemérőrendszere a dinnye formájú, duzzadt homlok mögött helyezkedik el. Az állat ennek segítségével, saját visszaverődő hangja alapján határozza meg a zsákmány helyét. Az orrlyuk az egyetlen nyílás, amelyen át a cet lélegzik, amikor lemerülés után visszatér a víz felszínére. A kilehelt felhő főként vízpárából és a légcső körül elhelyezkedő mirigyek olajcseppjeiből áll. Mindkét hosszú, sarló alakú mellső úszó csúcsban végződik. Farokúszója mélyen villás, kétoldalt sarlószerűen elkeskenyedik. Minden állkapocsfélben elöl 8-13, többnyire 10 fog ül.

## Életmódja
Az állat társas lény; körülbelül 20 fős iskolákban vonul nyáron északra, télen pedig délebbre, a melegebb vizek felé. Tápláléka tintahalak és halak. A kifejlett állatnak naponta 35-45 kilogramm táplálékra van szüksége. Az állatok nagyon aktívak és sokszor csapkodják a víz felszínét a farkukkal vagy ki-ki emelkednek a vízből „kémlelődni”. Legfeljebb 50 évig élhet.

## Szaporodása
A hím 11-12 éves korban, a nőstény körülbelül 6 évesen éri el az ivarérettséget. A párzási időszak egész évben tart. A vemhesség 11-16 hónapig tart, ennek végén 1 borjú születik. A borjú a víz alatt, farkával előre jön a világra. Anyja az ellést követően azonnal feltuszkolja a víz felszínére, hogy lélegzetet vegyen. Az újszülött borjak súlya 100 kilogramm. A cet tejének zsírtartalma 40-50%-os. A borjú 15-20 hónapon át szopik.

## Rokon fajok
Legközelebbi rokona és a Globicephala cetnem másik faja a rövidszárnyú gömbölyűfejű-delfin (Globicephala macrorhyncus).